# Andrei Barta
Andrei Barta (n. 9 aprilie 1927, Uriu, România – d. 1993, Uriu, Bistrița-Năsăud, România) a fost un demnitar comunist român de origine maghiară. Andrei Barta a fost deputat în Marea Adunare Națională în sesiunile din perioada 1961 - 1975 și membru supleant al Comitetului Central al Partidului Comunist Român în perioada 28 noiembrie 1974 – 22 noiembrie 1984.
A fost membru de partid din 1957 și președinte al Cooperativei Agricole de Producție din comuna Uriu timp de 28 de ani.

## Vezi și
- Lista membrilor Comitetului Central al Partidului Comunist Român